# Ed Helms

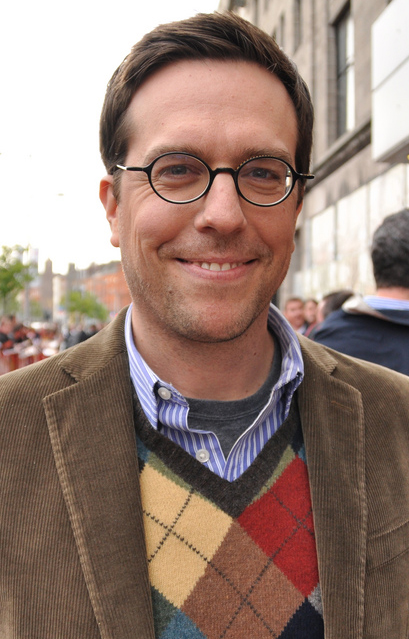
Ed Helms (2009)

Edward Parker „Ed“ Helms (* 24. Januar 1974 in Atlanta, Georgia) ist ein US-amerikanischer Schauspieler und Komiker. Er wurde als Mitarbeiter von Jon Stewarts The Daily Show bekannt, später spielte er in der amerikanischen Version der Serie The Office und in der Hangover-Filmreihe mit.

## Leben
Ed Helms wuchs in Atlanta im US-Bundesstaat Georgia auf. Er besuchte das Oberlin College in Ohio. Anschließend begann er, eine Karriere als Comedy-Autor zu verfolgen. Ab 2002 gehörte er dem Autoren- und „Korrespondenten“-Team der Daily Show with Jon Stewart an. 2006 verließ er die Show, um in der dritten Staffel der NBC-Comedyserie The Office die Rolle des Andy Bernard zu übernehmen. Er kam allerdings für gelegentliche Gastauftritte zurück. In The Office spielte er an der Seite seines ehemaligen Daily-Show-Kollegen Steve Carell. Nach Carells Austritt aus der Sendung im Jahr 2011 übernahm er dessen Job des Regionalen Managers. Außerdem hatte er erste, zunächst kleinere Rollen in einigen Kinofilmen. 2009 erhielt er eine Hauptrolle in dem Kinokassenschlager Hangover, die er auch in den Fortsetzungen Hangover 2 und Hangover 3 spielte.
Helms lebte bis ca. 2006 in einem Apartment in New York, das er für die Dreharbeiten zu The Office vorübergehend mit seinem Schauspielkollegen und Freund Zach Galifianakis mit dessen kleinem Haus in Los Angeles tauschte. Da seine Rolle des Andy Bernard doch fortgeschrieben wurde (eigentlich galt sein Vertrag nur für einige Wochen, weil die Figur zunächst nicht als Hauptrolle geplant war), zog Helms kurze Zeit später fest nach Los Angeles, wo er mittlerweile auch ein Haus besitzt.

## Filmografie (Auswahl)
- 2004: Blackballed: The Bobby Dukes Story
- 2004, 2013: Arrested Development (Fernsehserie, 3 Folgen)
- 2006: Yankee Irving – Kleiner Held ganz groß! (Everyone's Hero, Stimme)
- 2006–2013: The Office (Fernsehserie, 152 Folgen)
- 2007: Evan Allmächtig (Evan Almighty)
- 2007: Walk Hard: Die Dewey Cox Story (Walk Hard: The Dewey Cox Story)
- 2008: Semi-Pro
- 2008: Mensch, Dave! (Meet Dave)
- 2008: Harold & Kumar 2 – Flucht aus Guantanamo (Harold & Kumar Escape from Guantanamo Bay)
- 2009: Shopaholic – Die Schnäppchenjägerin (Confessions of a Shopaholic)
- 2009: Monsters vs. Aliens (Stimme)
- 2009: Nachts im Museum 2 (Night at the Museum: Battle of the Smithsonian)
- 2009: Hangover (The Hangover)
- 2009: The Goods – Schnelle Autos, schnelle Deals (The Goods: Live Hard, Sell Hard)
- 2011: Willkommen in Cedar Rapids (Cedar Rapids)
- 2011: Hangover 2 (The Hangover: Part II)
- 2011: Wilfred (Fernsehserie, Folge 1x04)
- 2011: Jeff, der noch zu Hause lebt (Jeff Who Lives At Home)
- 2012: Der Lorax (Dr. Seuss’ The Lorax, Stimme)
- 2012: The Mindy Project (Fernsehserie)
- 2013: Hangover 3 (The Hangover: Part III)
- 2013: Wir sind die Millers (We’re the Millers)
- 2014: Verrückt nach Barry (Someone Marry Barry)
- 2014: Stretch
- 2014: Brooklyn Nine-Nine (Fernsehserie, Folge 2x08)
- 2015: Vacation – Wir sind die Griswolds (Vacation)
- 2015: Alle Jahre wieder – Weihnachten mit den Coopers (Love the Coopers)
- 2017: Captain Underpants – Der supertolle erste Film (Captain Underpants: The First Epic Movie, Stimme)
- 2017: Chappaquiddick
- 2017: Wer ist Daddy? (Father Figures)
- 2018: Eine dumme und nutzlose Geste (A Futile and Stupid Gesture)
- 2018: The Clapper
- 2018: Catch Me! (Tag)
- 2018: BoJack Horseman (Fernsehserie, Episode 5x11, Stimme)
- 2019: Corporate Animals
- 2020: Coffee & Kareem
- 2021: Together Together
- 2021: Ron läuft schief (Ron’s Gone Wrong, Stimme von Graham Pudowski)
- 2023: Family Switch

## Auszeichnungen (Auswahl)
Screen Actors Guild Award
- 2008: Bestes Schauspielensemble in einer Comedyserie für Das Büro
- 2009: Bestes Schauspielensemble in einer Comedyserie für Das Büro (Nominierung)
- 2010: Bestes Schauspielensemble in einer Comedyserie für Das Büro (Nominierung)
- 2011: Bestes Schauspielensemble in einer Comedyserie für Das Büro (Nominierung)
- 2012: Bestes Schauspielensemble in einer Comedyserie für Das Büro (Nominierung)
- 2013: Bestes Schauspielensemble in einer Comedyserie für Das Büro (Nominierung)

Teen Choice Award
- 2009: Choice Movie Rockstar Moment für seine Rolle in Hangover (Nominierung – Zusammen mit Mike Tyson, Bradley Cooper & Zach Galifianakis)
- 2011: Choice Movie Actor: Comedy für seine Rolle in Hangover 2 (Nominierung)
- 2011: Choice Movie Chemistry für seine Rolle in Hangover 2 (Nominierung – Zusammen mit Zach Galifianakis & Bradley Cooper)
- 2011: Choice Movie Hissy Fit für seine Rolle in Hangover 2